# 브루노 비아나
브루노 비아나 빌레멘 다 실바(Bruno Viana Willemen da silva, 1995년 2월 5일 ~ )는 브라질의 축구선수이다. 현재 사우디 프로페셔널리그의 알하젬 소속으로 뛰고 있다.